# Ávila (provincie)
Ávila is een provincie van Spanje en maakt deel uit van de regio Castilië en León. De provincie heeft een oppervlakte van 8050 km². De provincie telde 171.896 inwoners in 2010 verdeeld over 248 gemeenten.
De hoofdstad van de provincie Ávila is de stad Ávila.

## Bestuurlijke indeling
De provincie Ávila bestaat uit 5 comarca's die op hun beurt uit gemeenten bestaan. De comarca's van Ávila zijn:
- Arenas de San Pedro o Valle del Tiétar
- La Moraña
- Ávila
- Valle del Alberche
- El Barco de Ávila-Piedrahíta

Zie voor de gemeenten in Ávila de lijst van gemeenten in provincie Ávila.

## Demografische ontwikkeling
Bron: INE
Opm: Bevolkingscijfers in duizendtallen
Ávila · Burgos · León · Palencia · Salamanca · Segovia · Soria · Valladolid · Zamora